# Верхні Ташли
Верхні Ташли́ (рос. Верхние Ташлы, башк. Үрге Ташлы) — село у складі Шаранського району Башкортостану, Росія. Входить до складу Нижньоташлинської сільської ради.
Населення — 248 осіб (2010; 278 у 2002).
Національний склад:
- башкири — 71 %
- татари — 29 %